# AARRR
Dave McClure, sócio fundador da aceleradora norte-americana 500 Startups e investidor anjo, resumiu em cinco as principais métricas de propósito geral que realmente interessam na avaliação do sucesso de uma startup. Estas métricas são: Aquisição, Ativação, Retenção, Receita e Recomendação. Mais importante ainda, estas métricas representam os três estágios que uma startup precisa passar para sobreviver. Através das métricas de aquisição e ativação é possível analisar se o produto está atraindo usuários, já com as métricas de retenção e recomendação se verificar se o uso do produto está sendo mantido pelos usuários. Por fim, a monetização do produto pode ser verificada através da métrica de receita.
As métricas para "piratas", ou AARRR devido as iniciais das cinco métricas, são métricas focadas no efeito da macro análise, assim como proposto por Eric Ries. Também chamadas de métricas "actionable", pois elas proveem dados relacionados a ações repetitivas, desempenhadas pelos usuários, e que podem ser aprimoradas para o bem do produto. Ao contrário destas, as métricas de vaidade podem dar a falsa impressão que o produto vai bem. É característico das métricas de vaidade não proverem nenhuma informação relevante que possa ser aplicada para solucionar algum problema do produto, sendo portanto um erro utilizá-las.

## AARRR

### Aquisição
Como os usuários encontram seu produto? É importante saber-lo, pois assim a startup em questão pode focar suas estratégias de marketing nos canais que gerem a maior quantidade de usuários.
A despeito disto, é importante se observar a partir de onde os usuários vieram, o volume deles, o custo e a conversão dos mesmos. Dentre os canais utilizados para se aumentar a aquisição do produto, tem-se SEM/SEO, blogs, email, redes sociais e etc.

### Ativação
Ativação é a porcentagem de usuários que chegaram a interagir de uma forma mais profunda com o serviço do site/app em avaliação.  As ações que caracterizam uma maior interação podem ser diversas e dependem apenas do julgamento daquele que as analisa, sejam elas: personalizar o perfil de usuário, comprar uma recomendação feita pelo produto, instalar o app, fazer o primeiro comentário na rede social interna do produto, fazer o primeiro check-in, jogar um mini-game, confirmar participação no primeiro evento, etc.
Esta métrica anda de mãos dadas com a métrica da aquisição, com a diferença de ser mais determinante para o negócio. Afinal, não adianta nada atrair uma multidão de usuários se eles não chegam a utilizar as principais funcionalidades do produto. Fatores importantes para se observarem são a quantidade de páginas visitadas, o tempo de visita e as conversões.

### Retenção
Retenção é a métrica mais importante de todas. Ela poderia ser resumida em uma pergunta, qual a porcentagem de novos usuários que voltam após uma semana? Sendo a resposta uma consequência direta de se o site/app adiciona valor ou não aos usuários. Uma baixa retenção, por exemplo, é um sinal que o produto não entende as necessidades de seus usuários. Vale lembrar, que antes de se ter o produto no mercado esta métrica e a de ativação são as únicas que importam.
O motivo é que antes de entrar no mercado, o único objetivo é validar se o produto produzido representa algo que as pessoas desejam. Não é necessário se ter usuários de diversas fontes para aprender sobre as necessidades dos mesmos. Logo, tanto a aquisição quanto a recomendação não são tão importantes nesta fase. O que de fato está correlacionado com ter feito um produto que os usuários querem é ter provido um boa experiência inicial, que é medido através da métrica de ativação, e garantir que eles voltam a utiliza-lo, que é avaliado através desta métrica.
Por fim, dentre os métodos para se garantir uma boa retenção, tem-se marketing via emails automatizados, feeds de notícia e widgets em geral.

### Receita
Está métrica se refere a quanto, em média, um usuário gera de receita. Obviamente, se espera que este fator esteja sempre em crescimento, e que, obviamente, permita gerar lucro. Do contrário, o destino é a falência.

### Recomendação
Quantos usuários um usuário consegue trazer para o produto? É disto que trata está métrica. Para se avaliar este fator, costuma-se levar em consideração o coeficiente de viralização. Este coeficiente é representado pela seguinte fórmula: X * Y * Z, onde X é o número de usuários que convidaram outros, Y é a média de usuários convidados e Z a porcentagem de usuários convidados que aceitaram o convite.
Um coeficiente viral acima de um, significa que cada novo usuário consegue trazer um novo usuário para o produto. Ou seja, implica que o crescimento de usuários na aplicação cresce exponencialmente. Embora desejável, sabe-se que tal marca é bem difícil de se atingir, sendo Skype e Hotmail duas das companhias que já conseguiram chegar neste patamar.
Por fim, para se melhorar a recomendação, pode-se utilizar de recursos como redes sociais, email, widgets e programas de afiliados.

## Diferentes usuários necessitam de diferentes métricas
É importante ter em mente que nem sempre é possível avaliar as métricas supracitadas da mesma forma para todos os usuários do produto. Fazer-lo seria um erro. Por exemplo, considerando os usuários da startup SlideShare, teríamos:
| Métrica por Usuário | Visitante                                         | Contribuidor                                                               | Distribuidor                                                                                               |
| ------------------- | ------------------------------------------------- | -------------------------------------------------------------------------- | --- |
| Ativação            | Ver um slide.                                     | Enviar um slide.                                                           | Compartilhar um slide.                                                                                     |
| Retenção            | Ver um slide 3 vezes por mês, durante três meses. | Enviar um slide que tenha mais de 1000 visualizações em um ano a cada mês. | Compartilhamento deve gerar 100 visitas por mês pelos próximos três meses.                                 |
| Receita             | Clique em anúncios.                               | Cadastro premium.                                                          | Levar ao cadastro mais 10 usuários premium. Gerar mais de 1000 visualizações através de compartilhamentos. |

Desta forma, é possível avaliar cada um dos usuários do produto individualmente. Permitindo que a SlideShare, por exemplo, possa direcionar suas estratégias e verificar suas hipóteses de uma forma mais confiável.